# Muzej Anno
Muzej Anno (prej Hedmarks fylkesmuseum) v Hamarju na Norveškem je regionalni muzej za občine Stange, Hamar (ki zdaj vključuje Vang), Løten in Ringsaker v osrednji vzhodni Norveški,  ustanovljen leta 2009 kot združitev več velikih in majhnih muzejev v Hedmarku. Vključuje ruševine srednjeveške stolnice v Hamarju, ki so omenjene v literarnem opusu Sigrid Undset Kristin Lavransdatter. Ruševine stolnice so zavarovane pod steklenim prekritjem, ki so ga zasnovali Lund & Slaatto Architects in dokončali leta 1998.
Muzej sestavljajo tudi vrtovi stolnice, ljudski muzej in aktivni zeliščni vrt z rastlinami, ki so jih uporabljali v srednjem veku. Poleg tega muzej hrani eno največjih fotografskih zbirk na Norveškem, ki pokriva celotno regijo Hedemarken od prve uvedbe fotografije.

## Muzejske zanimivosti
V muzeju je več pomembnih vidikov:
- Njegov srednjeveški del vključuje ruševine stolnice in ostanke škofovskega samostana. Stolnica je bila prvotno zgrajena iz lokalno pridobljenega apnenca kot romanski arhitekturi, čeprav so bili kasnejši dodatki gotski. Prepoznavni loki v ruševinah stolnice so prekriti s strukturo iz jekla in stekla, ki sta jo zasnovala Lund & Slaatto in izdelala norveška vlada.[5]

- Stolnica ni bila nikoli razsvetljena in je še vedno pod versko oblastjo Rimskokatoliške cerkve - poroke se lahko tam izvajajo le z dovoljenjem cerkve.

- Etnološki muzej daje dober vtis o življenju ljudi v regiji od približno 16. stoletja do začetka 20. stoletja. Vključuje stavbe in dvorišča, zbrana po vsej regiji Hedemarken, od katerih so mnoge obnovljene v prvotni videz. Med drugimi omembe vrednimi stavbami zbirka vključuje eno najlepših stanovanjskih hiš iz 19. stoletja na tem območju.[6]

- Je aktivno arheološko najdišče in obiskovalci lahko kadar koli vidijo stanje izkopavanj. Večina srednjeveškega mesta je še neizkopana in obiskovalci lahko obiščejo lokacijo na polju zunaj meja muzeja.

Je v čudovitem rekreacijskem območju ob jezeru Mjøsa. Rekreacijsko območje je odprto za javnost in vključuje kopališče, prodnate sprehajalne poti, travnate trate in dolgo obalo.
- Storhamarlåven je zasnoval arhitekt Sverre Fehn (1924–2009) iz betona, lesa in stekla v nasprotju s kamnom srednjeveških ruševin. Prvotno je bil hlev, zgrajen ob ruševinah v 17. stoletju za kmetijo Storhamar. Arhitekt je skušal poudariti prvotno srednjeveško stavbo in novejše kmetijsko poslopje. Njegova zasnova je leta 1976 prejela arhitekturno nagrado Betongtavlen. Rampe omogočajo ogled muzeja od zgoraj.[9][10][11]